# نیروانا در آتش
نیروانا در آتش (چینی: 琅琊榜; پین‌یین: Lángyá Bǎng) یک مجموعه تلویزیونی درام تاریخی و دلهره‌آور چینی است که با الهام از کتاب «لانگ یا بانگ» به قلم های یان ساخته شده‌است. این سریال توسط کونگ شنگ و لی زو کارگردانی شده‌است و هو گه، لیو تائو، و وانگ کای به ترتیب در نقش‌های می چانگ‌سو، شاهدخت نیهوانگ، و شاهزاده جینگ در آن ایفای نقش کرده‌اند. این مجموعه داستان لین شو را روایت می‌کند که با نام مستعار می چانگ‌سو وارد پایتخت لیانگ می‌شود تا عدالت را برای توطئه‌ای که دوازده سال پیش خانواده‌اش را به عنوان خائن معرفی کرده بود بر قرار کند. این سریال در ابتدا به صورت دو قسمت روزانه از شبکه‌های بیجینگ تی‌وی و دراگون تی‌وی، از دوشنبه تا یکشنبه بین ۱۹ سپتامبر الی ۱۵ اکتبر ۲۰۱۵ پخش می‌شد.
نیروانا در آتش یک موفقیت تجاری بود و در روز نخست پخش بیش از ۱۰۰ میلیون بیننده به خود اختصاص داد، و به‌طور کلی در آی‌چی‌یی بیش از ۳.۳ میلیارد تا انتهای مجموعه بازدید داشت. تا دسامبر ۲۰۱۶، بر طبق گزارش وی‌لینکیج، مجموعاً ۱۳ میلیارد بیننده داشته است.
دنبالهٔ آن تحت عنوان نیروانا در آتش ۲: باد در چانگ لین می‌وزد، از دسامبر ۲۰۱۷ تا فوریه ۲۰۱۸ پخش شد.